# Paralepidonotus indicus
Paralepidonotus indicus är en ringmaskart som först beskrevs av Johan Gustaf Hjalmar Kinberg 1856.  Paralepidonotus indicus ingår i släktet Paralepidonotus och familjen Polynoidae. Inga underarter finns listade i Catalogue of Life.